# Anould
Anould és un municipi francès, situat al departament dels Vosges i a la regió del Gran Est. L'any 2007 tenia 3.261 habitants.

## Demografia

### Població
El 2007 la població de fet d'Anould era de 3.261 persones. Hi havia 1.342 famílies, de les quals 367 eren unipersonals (140 homes vivint sols i 227 dones vivint soles), 397 parelles sense fills, 480 parelles amb fills i 98 famílies monoparentals amb fills.
La població ha evolucionat segons el següent gràfic:
Habitants censats

### Habitatges
El 2007 hi havia 1.660 habitatges, 1.367 eren l'habitatge principal de la família, 182 eren segones residències i 110 estaven desocupats. 1.276 eren cases i 374 eren apartaments. Dels 1.367 habitatges principals, 943 estaven ocupats pels seus propietaris, 401 estaven llogats i ocupats pels llogaters i 22 estaven cedits a títol gratuït; 12 tenien una cambra, 66 en tenien dues, 182 en tenien tres, 356 en tenien quatre i 751 en tenien cinc o més. 1.036 habitatges disposaven pel capbaix d'una plaça de pàrquing. A 637 habitatges hi havia un automòbil i a 596 n'hi havia dos o més.

### Piràmide de població
La piràmide de població per edats i sexe el 2009 era:
| Homes | Edats   | Dones |
| ----- | ------- | ----- |
| 0     | 95 o +  | 0     |
| 4     | 90 a 94 | 4     |
| 12    | 85 a 89 | 24    |
| 12    | 80 a 84 | 40    |
| 48    | 75 a 79 | 76    |
| 76    | 70 a 74 | 68    |
| 44    | 65 a 69 | 80    |
| 88    | 60 a 64 | 60    |
| 80    | 55 a 59 | 76    |
| 108   | 50 a 54 | 84    |
| 116   | 45 a 49 | 112   |
| 92    | 40 a 44 | 128   |
| 120   | 35 a 39 | 108   |
| 116   | 30 a 34 | 140   |
| 100   | 25 a 29 | 80    |
| 68    | 20 a 24 | 64    |
| 88    | 15 a 19 | 100   |
| 116   | 10 a 14 | 124   |
| 108   | 5 a 9   | 100   |
| 80    | 0 a 4   | 60    |

## Economia
El 2007 la població en edat de treballar era de 2.099 persones, 1.609 eren actives i 490 eren inactives. De les 1.609 persones actives 1.388 estaven ocupades (778 homes i 610 dones) i 220 estaven aturades (97 homes i 123 dones). De les 490 persones inactives 169 estaven jubilades, 139 estaven estudiant i 182 estaven classificades com a «altres inactius».

### Ingressos
El 2009 a Anould hi havia 1.420 unitats fiscals que integraven 3.444 persones, la mediana anual d'ingressos fiscals per persona era de 16.879 €.

### Activitats econòmiques
Dels 150 establiments que hi havia el 2007, 1 era d'una empresa extractiva, 2 d'empreses alimentàries, 4 d'empreses de fabricació de material elèctric, 10 d'empreses de fabricació d'altres productes industrials, 38 d'empreses de construcció, 31 d'empreses de comerç i reparació d'automòbils, 8 d'empreses de transport, 8 d'empreses d'hostatgeria i restauració, 2 d'empreses financeres, 5 d'empreses immobiliàries, 14 d'empreses de serveis, 17 d'entitats de l'administració pública i 10 d'empreses classificades com a «altres activitats de serveis».
Dels 54 establiments de servei als particulars que hi havia el 2009, 1 era una oficina de correu, 1 funerària, 7 tallers de reparació d'automòbils i de material agrícola, 1 taller d'inspecció tècnica de vehicles, 1 autoescola, 7 paletes, 6 guixaires pintors, 9 fusteries, 4 lampisteries, 5 electricistes, 1 empresa de construcció, 5 perruqueries, 1 veterinari, 2 restaurants, 2 agències immobiliàries i 1 saló de bellesa.
Dels 11 establiments comercials que hi havia el 2009, 2 eren supermercats, 2 fleques, 1 una peixateria, 1 una llibreria, 1 una sabateria, 1 una botiga d'electrodomèstics i 3 floristeries.
L'any 2000 a Anould hi havia 30 explotacions agrícoles que ocupaven un total de 430 hectàrees.

## Equipaments sanitaris i escolars
El 2009 hi havia 1 farmàcia i 3 ambulàncies.
El 2009 hi havia 1 escola maternal i 2 escoles elementals.

## Poblacions més properes
El següent diagrama mostra les poblacions més properes.